# ۵۲۳۳۷ کامپتون
سیارک ۵۲۳۳۷ (به انگلیسی: 52337 Compton، نامگذاری:1992RS) پنجاه و دو هزار و سیصد و سی و هفتمین سیارک کشف شده‌است که در ۲ سپتامبر ۱۹۹۲ کشف شد.